# Omio
Omio는 독일 베를린에 본사를 둔 온라인 여행 비교 및 예약 웹사이트다. 2013년 나렌 샴이 GoEuro라는 이름으로 설립했다.
이 웹사이트는 21개 언어로 제공된다. 이 웹 사이트는 여행객에게 사용하기 쉬운 플랫폼을 사용하여 기차, 비행기, 버스 등의 교통 수단에 대한 요구 사항을 정리할 수 있는 기능을 제공한다..
2019년에 Omio로 리브랜딩하고 오스트레일리아의 여행 웹사이트 Rome2rio를 인수했다.